# William Gibson
William Ford Gibson (n. 17 martie 1948, Conway, Carolina de Sud) este un scriitor canadian de origine americană. Romanele lui de ficțiune speculativă i-au atras numele de „profetul întunecat” al genului cyberpunk. Gibson a inventat termenul de „cyberspațiu” în povestirea sa „Burning Chrome” (1982) și a popularizat conceptul mai târziu în romanul său de debut, Neuromantul (1984). Închipuindu-și cyberspațiul, Gibson a creat o iconografie a erei informaționale înainte de apariția Internetului în anii '90. Tot lui Gibson i se datorează prezicerea apariției programelor de reality-tv și stabilirea conceptelor de bază a dezvoltării mediilor virtuale precum jocurile video și World Wide Web.
Pentru că familia lui s-a mutat foarte des în timpul copilăriei lui, Gibson a devenit un adolescent timid și izolat, care prefera să citească literatură științifico-fantastică. După ce și-a petrecut adolescența într-un internat privat din Arizona, Gibson a evitat recrutarea în armată pe timpul războiului din Vietnam emigrând în Canada în 1968, unde a devenit preocupat de contracultură și, după ce s-a stabilit în Vancouver, a devenit scriitor profesionist. Și-a păstrat cetățenia dublă. Primele lucrări ale lui Gibson tratează un viitor apropiat sumbru, povestirile lui analizând efectele ciberneticii și rețelelor de calculatoare asupra oamenilor – o „combinație între calitatea slabă a vieții și calitatea înaltă a tehnicii”. Povestirile i-au fost publicate în revistele populare de literatură științifico-fantastică. Temele, decorurile și personajele dezvoltate în aceste povestiri culminează în primul său roman, Neuromantul, care a avut un mare succes atât din partea criticilor cât și a cititorilor, declanșând mișcarea literară cyberpunk.
Deși mare parte din reputația lui Gibson a rămas legată de Neuromantul, opera sa a continuat să evolueze. După ce a dezvoltat acțiunea din Neuromantul cu încă două romane, formând astfel distopica trilogie Sprawl, Gibson a devenit un autor important al altui subgen literar SF —steampunk — cu romanul de istorie alternativă din 1990 The Difference Engine, scris în colaborare cu Bruce Sterling. În anii '90, el a compus trilogia Bridge, care analizează societatea urbană a viitorului apropiat și capitalismul târziu. Cele mai recente romane ale lui — Pattern Recognition (2003), Spook Country (2007) și Zero History (2010) — descriu lumea contemporană și l-au plasat pe autor în rândurile celor mai buni scriitorii de literatură mainstream.
Gibson este la această oră unul dintre cei mai cunoscuți scriitori nord-americani de științifico-fantastic, considerat de The Guardian în 1999 drept „cel mai important romancier din ultimele două decenii”. Gibson a scris mai mult de 20 de povestiri și 10 romane de succes (dintre care unul în colaborare), și a contribuit cu articole la câteva publicații majore. A colaborat intens cu actori, producători de film și muzicieni. Filozofia lui a influențat scriitori de științifico-fantastic, savanți, oameni de cultură și tehnicieni.

## Biografie

### Copilăria și adolescența
William Ford Gibson s-a născut în orașul de coastă Conway, Carolina de Sud și și-a petrecut o mare parte din copilărie în Wytheville, Virginia, un orășel din munții Apalași unde s-au născut și au crescut părinții lui. Tatăl său era manager al unei mari companii de construcții, fapt pentru care familia trebuia să se mute des. În Norfolk, Virginia, Gibson a urmat cursurile școlii elementare Pines, unde lipsa de încurajare din partea profesorilor spre lectură i-a nemulțumit părinții. Pe când Gibson era încă un copil,[I] abia la un an de la începerea cursurilor școlii elementare Pines, tatăl său a murit accidental, sufocându-se într-un restaurant în timpul unei călătorii de afaceri. Doamna Gibson nu a fost capabilă să-i dea vestea cea rea, așa că a pus pe altcineva să-l informeze. Tom Maddox comenta că Gibson „a crescut într-o Americă tulburătoare și suprarealistă, parcă desprinsă din visele lui J. G. Ballard”.
„Pierderile nu sunt lipsite de curioase avantaje pentru artist. Traumele majore sunt destul de comune în biografiile artiștilor pe care îi respect.”—William Gibson, interviu pentru The New York Times Magazine, 19 august 2007.
La câteva zile după decesul soțului, doamna Gibson s-a mutat împreună cu William din Norfolk la Wytheville. Gibson a descris mai târziu Wytheville ca pe „un loc unde epoca modernă ajunsese oarecum, dar era privită cu mare neîncredere” și pune începuturile relației sale cu științifico-fantastic-ul, „cultura lui literară nativă”, pe seama sentimentului de exil forțat. La vârsta de 12 ani, „Gibson nu voia nimic altceva decât să fie scriitor de cărți științifico-fantastice”. A petrecut câțiva ani lipsiți de importanță într-un liceu obsedat de basketball, liceul George Wythe, și a stat mai tot timpul în camera lui, ascultând muzică și citind. La vârsta de 13 ani, fără știrea mamei, a cumpărat o antologie de povestiri Beat, și astfel a fost expus lucrărilor lui Allen Ginsberg, Jack Kerouac și William S. Burroughs; ultimul dintre ei a avut cel mai pronunțat efect asupra lui Gibson, schimbându-i atitudinea față de literatura științifico-fantastică.
Ca adolescent, timid și retras, Gibson a crescut într-o monocultură pe care o găsea a fi „foarte problematică”, a respins în mod voit religia și s-a refugiat în lectura lucrărilor de științifico-fantastic și a operelor lui Burroughs și Henry Miller. Nemulțumită de rezultatele lui școlare, doamna Gibson l-a amenințat că îl trimite la internat; spre surprinderea ei, William a fost entuziasmat. Pentru că nu-și putea permite financiar să opteze pentru internatul lui preferat din California de Sud, mama, „cronic neliniștită și depresivă patologic”, rămasă în Wytheville de la moartea soțului, l-a trimis la școala de băieți din Tucson, Arizona. Lui William nu i-a plăcut felul în care era organizată școala, dar mai târziu a recunoscut că a fost forțat acolo să socializeze. La testul de aptitudini, a avut 5 din 150 de puncte la matematică și 148 din 150 de puncte la literatură, spre surprinderea profesorilor.

### Evitarea armatei, exilul și contracultura
După moartea mamei pe când el avea 18 ani, Gibson a părăsit școala fără să-și ia diploma și a devenit foarte izolat pentru mult timp, călătorind în California și Europa și cufundîndu-se în contracultură. În 1967, a hotărât să se mute în Canada pentru a evita înrolarea în armată pentru războiul din Vietnam. La apel, a informat în mod cinstit biroul de recrutare că intenția lui în viață  era să încerce toate substanțele psihotrope care există. Gibson a observat că „a reușit cu adevărat să evite recrutarea, pentru că nu a mai fost solicitat”; după ce s-a întors de la comisia de recrutare, a cumpărat un bilet de autobuz către Toronto și a plecat după o săptămână sau două. În documentarul biografic No Maps for These Territories din 2000 Gibson declară că decizia lui a fost motivată mai puțin de dezacordul față de război și mai mult de dorința de „a se culca cu hipiote” și a priza hașiș. Acest subiect a fost dezvoltat într-un interviu din 2008:
„Când mi-am început cariera de scriitor, am fost lăudat pe nedrept că aș fi evitat înrolarea în armată. Am naufragiat în Canada cu o vagă idee de a evita armata, dar nici nu am mai fost chemat la comisie. Nu știu ce aș fi făcut dacă aș fi fost incorporat. Nu prea eram în apele mele pe atunci. Probabil că aș fi bocit și aș fi plecat. Firește, nu mi-ar fi plăcut.”—William Gibson, interviu cu io9 din 10 iunie 2008.
În Toronto, a fost decepționat de comunitatea americană de „dezertori”, mai ales datorită ratei mari a depresiilor, sinuciderilor și abuzului de substanțe primejdioase. A apărut, în timpul „Verii de Dragoste” din 1967, într-un reportaj realizat de CBC, unde a vorbit despre cultura hippie din Yorkville, Toronto, pentru care a fost plătit cu 500 de dolari – echivalentul chiriei pe 20 de săptămâni – bani cu care și-a finanțat următoarele călătorii. După o scurtă vizită în Districtul Columbia, Gibson și-a petrecut restul anilor '60 în Toronto, unde a întâlnit-o pe Deborah Jean Thompson, originară din Vancouver, cu care a călătorit mai apoi prin Europa. Gibson își amintește că și-au îndreptat atenția asupra țărilor europene cu regimuri fasciste și a celor cu rată de schimb valutar favorabilă, printre care Grecia și Turcia, pentru că nu-și permiteau „să meargă nicăieri unde moneda era cât de cât puternică”.
Cei doi s-au căsătorit și s-au mutat la Vancouver, British Columbia în 1972, Gibson îngrijind de primul lor copil în timp ce soția câștiga bani din slujba de profesoară. În perioada anilor '70, Gibson a trăit mai ales din vânzarea de obiecte sub-evaluate de Armata Salvării către negustorii de antichități specializați. Dându-și seama că e mai ușor să meargă la școală și să ia bursă decât să muncească, s-a înscris la cursurile universității British Columbia (UBC), de unde a căpătat o diplomă în literatură în 1977. În timpul studiului literaturii, a fost expus unei game mai largi de opere de ficțiune decât ar fi avut posibilitatea în particular; Gibson recunoaște că a prins idei care i-ar fi fost inaccesibile în cultura științifico-fantastică, printre care înțelegerea postmodernismului. La această universitate a participat la primul lui curs de științifico-fantastic, la sfârșitul căruia a fost încurajat să scrie prima lui povestire, „Fragments of a Hologram Rose”.

### După absolvire, primele scrieri și evoluția genului cyberpunk
După ce s-a gândit să-și aleagă drept subiect pentru lucrarea de diplomă „romanele din genul științifico-fantastic tare – literatură fascistă”, Gibson s-a oprit din scris în anul de după absolvire și, după cum spunea un critic, și-a lărgit colecția de discuri cu muzică punk. În această perioadă a avut diverse slujbe, inclusiv un contract pe 3 ani ca asistent universitar la un curs de istoria filmului la universitatea sa. Entuziasmat de cele ce a văzut la o convenție de științifico-fantastic din Vancouver în 1980 sau 1981, Gibson s-a împrietenit cu John Shirley, compozitor de muzică punk și scriitor. Cei doi au devenit prieteni pe viață. Shirley l-a convins pe Gibson să-și vândă primele lui povestiri și să se apuce serios de scris.
„În 1977, fiind părinte pentru prima dată și lipsit de orice entuziasm pentru orice fel de carieră, m-am trezit scoțând de la naftalină vechiul meu interes pentru științifico-fantastic. Simultan, zgomote ciudate s-au auzit din New York și Londra. Cu un deceniu în urmă, vedeam literatura punk ca pe un fel de bombă cu explozie întârziată îngropată adânc în coasta societății și mi s-a părut că revenirea mea la literatură este un semn. Și am început atunci să scriu.”—William Gibson, „Since 1948”
Prin intermediul lui Shirley, Gibson a venit în contact cu autorii de științifico-fantastic Bruce Sterling și Lewis Shiner; citind lucrările lui Gibson, ei și-au dat seama că erau, după cum a spus Sterling, „material incendiar” și că era nevoie să „lăsăm deoparte orice preconcepție și să ne alăturăm acestui tip din Vancouver; acesta era drumul de urmat de acum înainte.” Gibson l-a întâlnit pe Sterling la o convenție de științifico-fantastic din Denver, Colorado în toamna anului 1981, unde a citit Burning Chrome – prima povestire despre cyberspațiu – unei audiențe formate din patru persoane, iar mai târziu a declarat că Sterling „a înțeles-o din prima”.
În octombrie 1982, Gibson a călătorit la Austin, Texas pentru ArmadilloCon, unde a apărut alături de Shirley, Sterling și Shiner într-o conferință numită „Behind the Mirrorshades: A Look at Punk SF”, unde Shiner nota că „a apărut ideea unei mișcări coerente”. După un sfârșit de săptămână în care au discutat despre rock and roll, MTV, Japonia, modă, droguri și politică, Gibson s-a întors la Vancouver, declarând pe jumătate în glumă că „s-a format o nouă Axă”. Sterling, Shiner, Shirley și Gibson, împreună cu Rudy Rucker, au pornit să formeze nucleul unei mișcări literare radicale cyberpunk.

## Cariera literară

### Primele povestiri
Primele scrieri ale lui Gibson sunt în general povestiri din viitorul apropiat ce tratează influențele ciberneticii și tehnologiei cyberspațiului (realitatea simulată de computer) asupra umanității. Folosirea temei ghetoului puternic tehnologizat, a stimulilor înregistrați sau transmiși (devenind mai târziu pachete „sim-stim” folosite mult în Neuromantul) și a amestecului distopic de tehnologie și umanism, toate acestea sunt evidente încă din prima lui povestire, „Fragments of a Hologram Rose” (1977). Obsesia tematică de mai târziu a fost descrisă de prietenul și partenerul de scris, Bruce Sterling, în introducerea la antologia lui Gibson Burning Chrome, drept „combinația clasică a lui Gibson de viață de joasă speță și tehnologie de înalt nivel.”
La începutul anilor '80, povestirile lui Gibson au apărut în revistele Omni și Universe 11, timp în care stilul lui a devenit sumbru, cu atmosferă de film noir. Gibson s-a distanțat în mod conștient cât mai mult de zona clasică a științifico-fantastic-ului (despre care spunea că îi trezește „o repulsie estetică”, exprimată în „Continuumul Gernsback”), până acolo încât țelul lui suprem a devenit să ajungă un „conducător al unui cult minor, un fel de Ballard mai mic”. Când Sterling a început să împartă povestirile către cititori, a descoperit că „lumea era cu adevărat uimită... Nu-și puteau lua ochii din carte... imaginația lui îi depășea complet”.
În vreme ce Larry McCaffery comenta că aceste povestiri arătau doar crâmpeie din talentul lui Gibson, criticul de științifico-fantastic Darko Suvin le-a numit „neîndoielnic, cele mai bune lucrări ale cyberpunk-ului”, constituind „cel mai îndepărtat orizont” al genului. Temele descoperite de  Gibson, decorul din „Burning Chrome” și personajul Molly Millions din „Johnny Mnemonic” au atins perfecțiunea în primul său roman, Neuromantul.

### Neuromantul
„Deasupra portului, cerul avea culoarea unui ecran de televizor reglat pe un canal fără emisiune.”—fraza de început a romanului Neuromantul - 1984
Neuromantul a fost comandat de Terry Carr pentru cea de-a treia serie Ace Science Fiction Specials, care își propunea să conțină numai romane de debut. Dându-i-se un an să termine romanul, Gibson a fost cuprins de o „groază animalică” la ideea că este obligat să scrie un întreg roman – o performanță pentru care „simțea că mai avea nevoie de vreo patru sau cinci ani”. După ce a vizionat primele 20 de minute din filmul de referință cyberpunk Blade Runner (1982), lansat după ce Gibson scrisese deja o treime din romanul său, a crezut că „Neuromantul era sortit pieirii. Toată lumea avea să creadă că am copiat atmosfera acestui film uimitor.” A rescris primele două treimi din carte de 12 ori, din teama să nu piardă atenția cititorului și a fost convins că va fi „făcut de rușine pe veci” după publicarea sa; cu toate acestea, rezultatul a fost un succes epocal pentru romancierul debutant.
Lansarea romanului Neuromantul nu s-a făcut cu surle și trâmbițe, dar a atins un punct nevralgic al culturii, devenind repede un succes despre care se vorbea în underground. A fost primul roman care a câștigat „coroana triplă” a premiilor științifico-fantastic: Nebula, Hugo și Philip K. Dick, vânzându-se până la urmă în 6.5 milioane de exemplare în lumea întreagă.
Lawrence Person în „Însemnări pentru un manifest post-cyberpunk” (1998) denumea Neuromantul drept „lucrarea cyberpunk arhetipală”, și în 2005, Time îl includea în lista celor mai bune 100 de romane de limbă engleză scrise după 1923, declarând că „nu se poate descrie importanța radicală a romanului Neuromantul la momentul apariției sale.” Criticul literar Larry McCaffery a descris conceptul „matrix” din Neuromantul drept un loc în care „informațiile valsează cu conștiința... memoria este mecanizată... sistemele de informații multi-naționale suferă mutații și generează noi structuri surprinzătoare ale căror frumusețe și complexitate sunt de neimaginat, mistice și mai ales ne-umane.” Gibson a glumit mai târziu despre autorul romanului Neuromantul că „i-aș face cinste cu un pahar, dar nu știu dacă i-aș împrumuta bani”, și s-a referit la roman ca la o „carte scrisă de un adolescent”. Succesul romanului Neuromantul avea să-l scoată pe Gibson, la vârsta de 35 de ani, din anonimat.

### Sprawl,The Difference EngineșiBridge
Deși mare parte din reputația lui Gibson a rămas ancorată în Neuromantul, lucrările lui au continuat să evolueze conceptual și stilistic. În ciuda adăugării sentinței finale în Neuromantul, „Nu a mai văzut-o pe Molly niciodată”, în ultima clipă, într-o încercare deliberată de a se păzi să scrie vreodată o continuare, exact asta a făcut în Contele Zero (1986), o lucrare axată pe studiu de personaj cu acțiunea desfășurându-se în Sprawl la care se făcea aluzie în romanul anterior. Mai apoi a avut intenția de a scrie un roman postmodern de gen space opera, fără legătură cu cele de dinainte, intitulat The Log of the Mustang Sally, dar a reziliat contractul cu editura Arbor House după o neînțelegere legată de supra-coperta ediției hardcover a romanului Contele Zero. Abandonând The Log of the Mustang Sally, Gibson a scris Mona Lisa Overdrive (1988), care, după cum spune Larry McCaffery „a stins luminile” literaturii cyberpunk. Era o culminare a celor două romane anterioare, desfășurându-se în același univers ficțional, cu aceleași personaje, completând astfel trilogia Sprawl. Această trilogie a întărit reputația lui Gibson,, ambele romane câștigând mai târziu premiile Hugo și Nebula și fiind nominalizate la premiul Locus SF 
Trilogia Sprawl a fost urmată în 1990 de romanul The Difference Engine, o istorie alternativă pe care Gibson a scris-o în colaborare cu Bruce Sterling. Acțiunea se desfășoară într-o Anglie victoriană tehnologizată, astfel că romanul se desprinde de atmosfera cyberpunk cu care și-a început cariera autorul. Romanul a fost nominalizat la premiul Nebula în 1991 și la premiul John W. Campbell Memorial Award în 1992, iar succesul său a atras atenția asupra proaspătului nou gen literar steampunk, fiind și astăzi cea mai cunoscută lucrarea a acestuia.
A doua serie de romane a lui Gibson, trilogia „Bridge”, este compusă din Virtual Light (1993), o „poveste cu detectivi cu un umor urban negru”, Idoru (1996) și All Tomorrow's Parties (1999). Acțiunea se desfășoară în San Francisco, într-un viitorul apropiat și folosește tema transcendenței tehnologice, fizice și spirituale cu un stil mai firesc și mai ancorat în realitate decât în prima trilogie. Andrew Leonard de la Salon.com notează că, în trilogia Bridge, personajele negative ale lui Gibson nu mai sunt corporațiile multinaționale și inteligența artificială, ca în trilogia Sprawl, ci mass media – și anume televiziunea de scandal și cultul celebrităților. Virtual Light o descrie ca fiind „un capitalism în stadiul final, în care inițiativa privată și profitul au ajuns acolo unde o dictează logica”. Această imagine a mass mediei ca un stadiu natural al evoluției capitalismului este ideea de deschidere a  lucrării Societatea spectacolului. În recenzia lui Leonard, Idoru este denumit „reîntoarcerea la formă” a lui Gibson, în vreme ce criticul Steven Poole afirmă că All Tomorrow's Parties a marcat metamorfoza lui Gibson „dintr-un isteț al științifico-fantastic-ului într-un fin sociolog al viitorului apropiat.”

### Romanele de mai târziu
„Parcă încerc să descriu un prezent de neimaginat și chiar sunt de părere că științifico-fantastic-ul ar face bine să exploreze realitatea contemporană și nu să încerce a prezice drumul de urmat... Cel mai bun lucru pe care-l poate face știința astăzi este să exploreze prezentul. Pământul a devenit o planetă extraterestră.”—William Gibson într-un interviu la CNN, 26 august 1997.

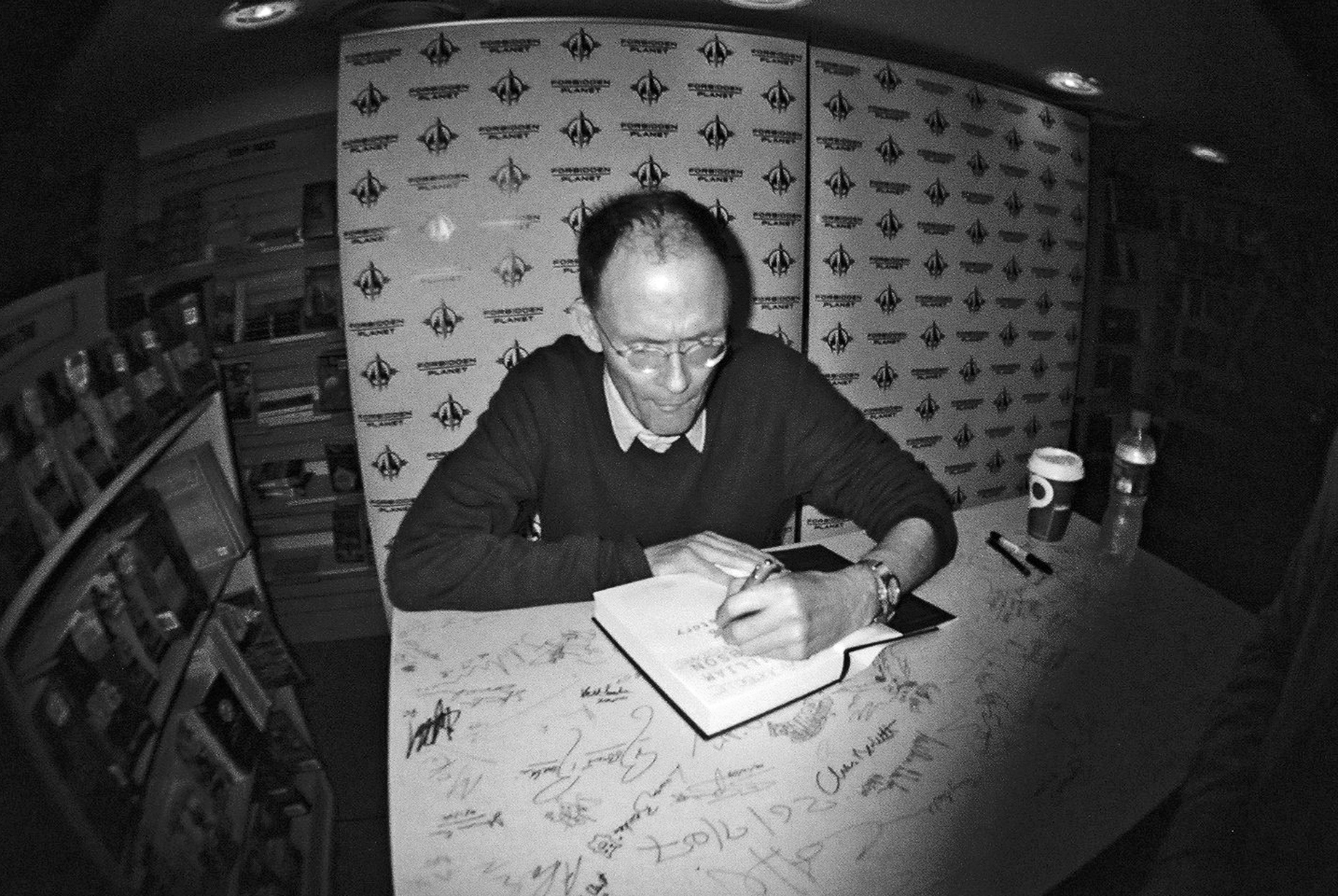
William Gibson dând un autograf pe prima pagină a romanului Zero History la data de 20 octombrie 2010.

După All Tomorrow's Parties, Gibson a început să adopte un stil literar mai realist – „ficțiune speculativă a trecutului foarte recent.” Criticul de literatură științifico-fantastică John Clute a interpretat această schimbare drept o recunoaștere din partea lui Gibson că științifico-fantastic-ul tradițional nu mai este posibil „într-o lume ce nu mai are un prezent coerent de la care să plece spre viitor”, caracterizând noile opere ale lui Gibson drept „SF pentru noul secol”. Romanele lui Gibson Pattern Recognition (2003), Spook Country (2007) și Zero History (2010) se petrec în același univers contemporan — „mai mult sau mai puțin acela în care trăim acum” — și, pentru prima dată, a plasat opera lui Gibson pe lista succeselor de literatură mainstream. În afară de faptul că se desfășoară în același univers, romanele conțin aceleași personaje, printre care Hubertus Bigend și Pamela Mainwaring, angajați ai unei enigmatice companii de marketing, Blue Ant.
Un fenomen deosebit al acestei perioade a fost apariția site-urilor de fani PR-Otaku și Node Magazine, dedicate romanului Pattern Recognition și respectiv Spook Country. Aceste site-uri au căutat referințe ale romanelor pe internet cu ajutorul motoarelor Google și Wikipedia și au făcut un colaj al rezultatelor, producând practic o critică hypertext a cărților. Criticul John Sutherland a caracterizat acest fenomen ca o amenințare „de a răsturna complet felul în care se face critica literară”.
După atentatele din 11 septembrie, după ce scrisese cam 100 de pagini din Pattern Recognition, Gibson a trebuit să rescrie povestea trecutului personajului principal, trecut care devenise brusc imposibil; a numit asta „cea mai stranie experiență pe care am avut-o scriind o lucrare de ficțiune.” Gibson consideră atacurile ca pe un punct nodal în istorie, „o experiență din afara culturii”, și „într-un fel... adevăratul început al secolului al XXI-lea.” Gibson este unul dintre primii autori care s-au folosit de evenimentele din 11 septembrie în lucrările sale. Examinarea modificărilor culturale în America de după 11 septembrie, inclusiv revenirea „curentului tribal” și „infantilizarea societății”, au devenit teme predilecte ale lucrărilor lui Gibson. Atenția lui rămâne focalizată însă „la intersecția dintre paranoia și tehnologie”.

## Colaborări, adaptări și diverse

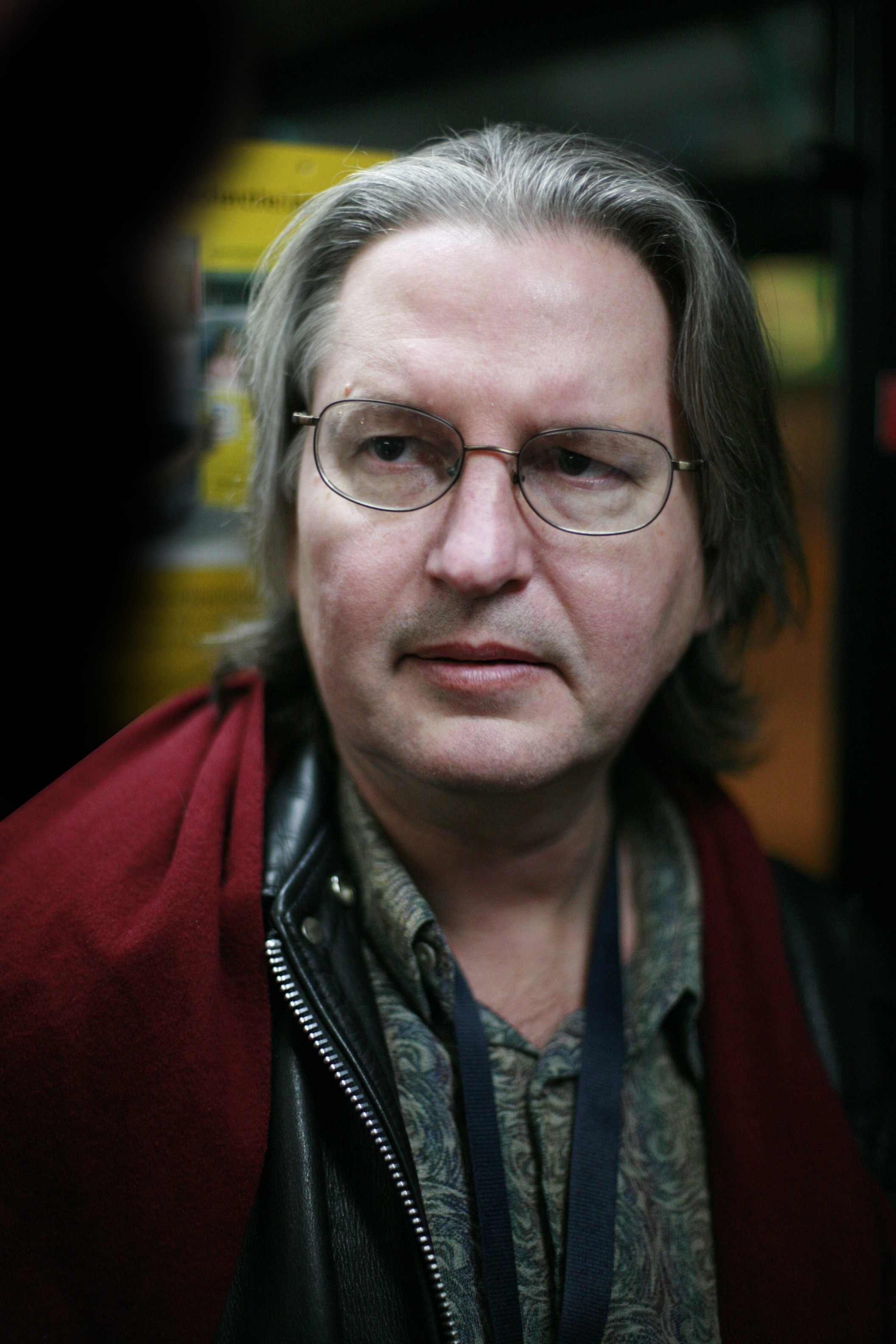
Bruce Sterling, co-autor al povestirii „Red Star, Winter Orbit” (1983) și al romanului steampunk „The Difference Engine” din 1990.

### Colaborări literare
Trei dintre povestirile care au apărut mai târziu în antologia Burning Chrome au fost scrise în colaborare cu alți autori: „The Belonging Kind” (1981) cu John Shirley, „Red Star, Winter Orbit” (1983) cu Sterling, și „Dogfight” (1985) cu Michael Swanwick. Gibson a scris introducerea la romanul din 1980 al lui Shirley City Come A-walkin și cei doi au continuat colaborarea, Gibson compunând și introducerea antologiei de povestiri a lui Shirley, Heatseeker (1989). Shirley l-a convins pe Gibson să scrie un scenariu pentru serialul de televiziune Max Headroom pentru care Shirley scrisese câteva episoade, dar rețeaua de televiziune a anulat difuzarea.
Gibson și Sterling au colaborat din nou la povestirea „The Angel of Goliad” în 1990, pe care au dezvoltat-o curând într-un roman de istorie alternativă, The Difference Engine (1990). Cei doi au fost „invitați să viseze în public” (Gibson) într-o conferință ținută în cadrul „Convocărilor asupra Tehnologiei și Educației” din 1993 de la Academia Națională de Științe a Statelor Unite („oamenii lui Al Gore”), conferință în care cei doi au expus argumente împotriva „separației digitale” și „au îngrozit pe toată lumea” propunând ca toate școlile să devină online, profesorii predând prin Internet. Într-un interviu din 2007, Gibson a recunoscut că Sterling avea în plan „un al doilea roman de știință recursivă, o idee grozavă”, dar că el, Gibson, nu a fost în stare să întrețină colaborarea pentru că nu avea timp liber la vremea aceea.
În 1993, Gibson a contribuit cu versuri și a apărut ca vocalist pe albumul Technodon al grupului Yellow Magic Orchestra, și a scris versuri pentru piesa „Dog Star Girl” din albumul lui Deborah Harry, Debravation.

### Adaptări cinematografice, scenarii și apariții pe ecran
Gibson a fost solicitat ca scenarist  după ce un producător de film a descoperit un exemplar din Neuromantul eșuat pe o plajă din Tailanda. Eforturile de dinainte ale lui Gibson de a scrie scenariu de film nu se materializaseră; „Burning Chrome” (care trebuia să aibă drept regizor pe Kathryn Bigelow) și „Neuro-Hotel” au fost două încercări eșuate ale autorului de a realiza adaptări cinematografice. La sfârșitul anilor '80, Gibson a scris o versiune pentru Alien 3 (care a fost mai târziu caracterizată drept „tarkovskiană”), din care puține elemente au supraviețuit în versiunea finală.
Implicarea lui Gibson în industria de film a depășit granița Hollywood-ului. La un moment dat, a colaborat la un scenariu cu regizorul Rashid Nugmanov din Kazahstan după ce un producător american și-a exprimat interesul într-o colaborare sovieto-americană având ca actor principal pe ruso-coreanul Victor Tsoi. Deși era ocupat cu scrierea unui roman, Gibson nu a vrut să abandoneze acest „proiect minunat de ciudat” în care se petreceau „lupte rituale într-un fel de viitor alternativ al Leningrad-ului” și l-a trimis pe Jack Womack în Rusia în locul lui. În loc să producă filmul, care s-a anulat din cauza accidentului mortal de mașină a lui Tsoi, experiența lui Womack din Rusia s-a soldat cu scrierea romanului Let's Put the Future Behind Us și a furnizat o mare parte a conținutului romanului lui Gibson Pattern Recognition. O soartă similară a avut colaborarea lui Gibson cu regizorul japonez Sogo Ishii în 1991, filmul pe care-l plănuiau trebuia filmat în Kowloon, oraș care a fost demolat în 1993.

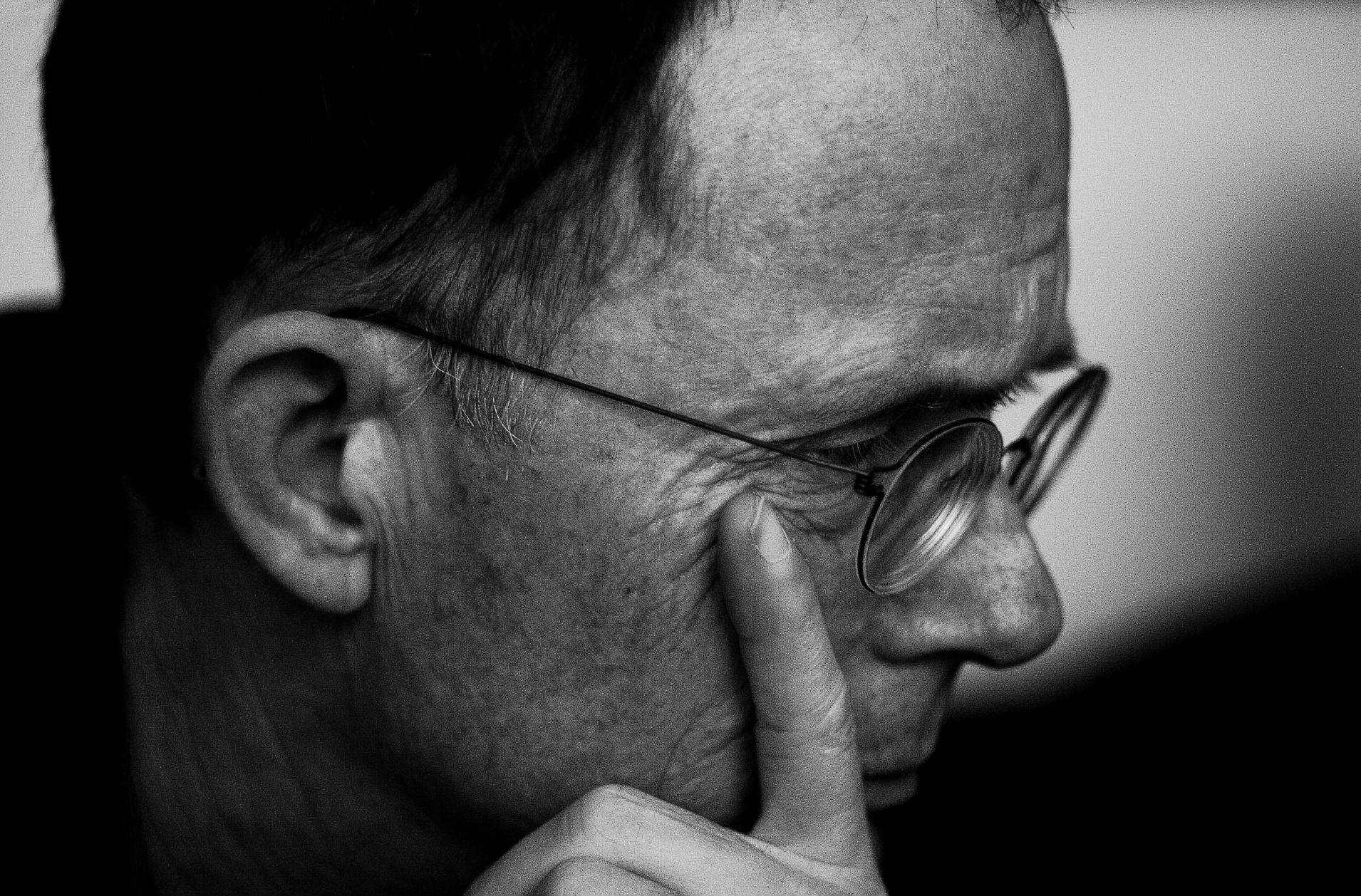
În afară de povestiri și romane, Gibson a scris și câteva scenarii de film și televiziune.

Propunerile de adaptare a lucrărilor lui de ficțiune au fost frecvente, dar au avut un succes limitat. Două dintre povestirile lui Gibson, ambele din universul Sprawl, au fost adaptate pentru film: Johnny Mnemonic (1995) cu scenariul scris de Gibson și având pe generic pe Keanu Reeves, Dolph Lundgren și Takeshi Kitano, și Hotelul New Rose (1998), cu Christopher Walken, Willem Dafoe și Asia Argento. Primul dintre ele a fost un eveniment unic în istorie când un roman a fost lansat simultan atât în formă tipărită, cât și în format cinematografic și ca joc interactiv pe CD-ROM. Neuromantul, după ce a fost îndelung regândit pentru film, a avut o tentativă de adaptare în 2007,, apoi în 2010, în final intrând în faza de pre-producție în mai 2011, așteptându-se ca filmările să fie finalizate în 2012.. Contele Zero a fost la un moment dat dezvoltat ca The Zen Differential cu regizorul Michael Mann, iar al treilea roman din trilogia Sprawl, Mona Lisa Overdrive, a fost și el selectat și cumpărat. O adaptare anime a romanului Idoru a fost anunțată în 2006, iar Pattern Recognition se afla pe masa regizorului Peter Weir, deși, conform spuselor lui Gibson, acest regizor nu mai face parte din proiect.
Televiziunea a fost o altă arenă în care s-a aflat Gibson; a scris, împreună cu prietenul său Tom Maddox, episoadele din X-Files: „Kill Switch” și „First Person Shooter”, lansate în Statele Unite la 20th Century Fox în 1998 și 2000. În 1998, a contribuit cu introducerea la publicația Art of the X-Files. Gibson a apărut pe ecran în serialul TV Wild Palms la rugămintea creatorului Bruce Wagner. Regizorul Oliver Stone a împrumutat mult din romanele lui Gibson pentru serial, și după anularea acestuia Gibson a scris un articol, „Where The Holograms Go” pentru publicația Wild Palms Reader. A Acceptat un alt rol în 2002, alături de Douglas Coupland în filmul de scurt metraj Mon Amour Mon Parapluie în care cei doi jucau rolul unor filozofi. În afară de filmele de ficțiune, Gibson a fost personajul principal al documentarului biografic produs de Mark Neale în 2000 denumit Nu există hărți pentru aceste teritorii. Filmul îl urmărește pe Gibson într-o călătorie prin America, în timp ce discută despre diverse aspecte ale vieții lui, despre cariera literară  și interpretările culturale. În documentar apar interviuri cu Jack Womack și Bruce Sterling, ca și recitări din Neuromantul în interpretarea lui Bono și The Edge.

### Expoziții, poezie și spectacole

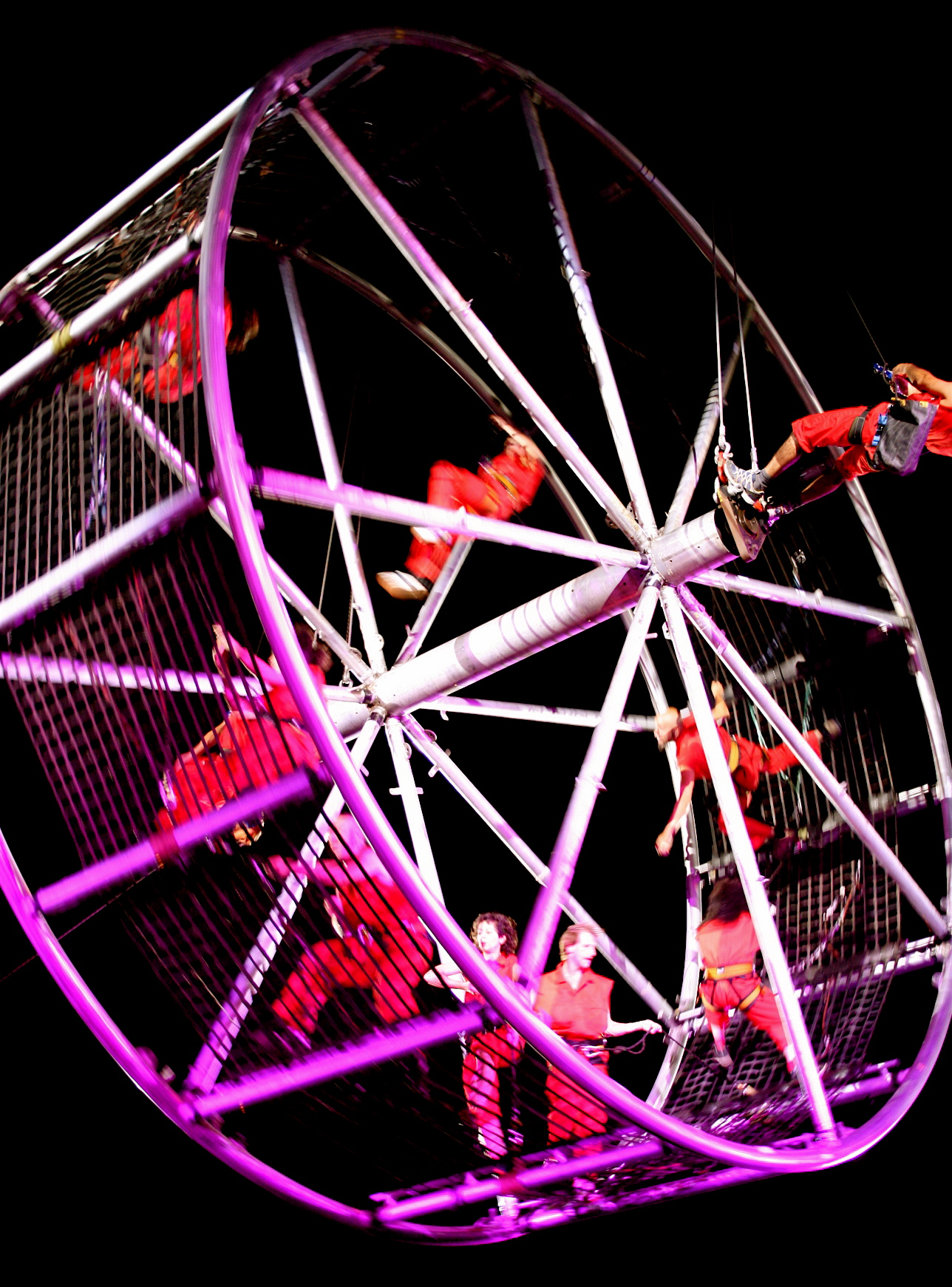
Gibson a colaborat des cu artiști precum grupul teatral La Fura dels Baus, aici într-un spectacol de la Singapore Arts Festival în mai 2007.

Gibson a contribuit cu texte pentru mai multe spectacole. În octombrie 1989, Gibson a scris un asemenea text împreună cu renumitul sculptor Robert Longo, cel care avea să devină mai târziu regizor al filmului Johnny Mnemonic intitulat Dream Jumbo: Working the Absolutes, care a fost interpretat la Royce Hall, universitatea din Los Angeles, California. Trei ani mai târziu, Gibson a scris textul pentru „Memory Palace”, un spectacol al grupului teatral La Fura dels Baus la Art Futura '92, Barcelona, în care erau prezentate opere vizuale de Karl Sims, Rebecca Allen, Mark Pellington cu muzică de Peter Gabriel și alții. Aici, la Art Futura '92,  Gibson l-a întâlnit pe Charlie Athanas, care avea să fie mai târziu dramaturg și designer „cyber” la adaptarea lucrării „Burning Chrome” (de către Steve Pickering și Charley Sherman) pentru scena teatrală din Chicago. Ultima contribuție a lui Gibson a fost în 1997, o colaborare cu trupa de dans contemporan Holy Body Tattoo, trupă din Vancouver aclamată de critică, aparținând lui Christopher Halcrow, prieten cu Gibson, care avea să devină un cunoscut webmaster.
În 1990, Gibson a contribuit la „Visionary San Francisco”, o expoziție de la Muzeul de Artă Modernă din San Francisco, în perioada 14 iunie - 26 august. A scris o povestire, „Skinner's Room”, a cărei acțiune se petrece într-un San Francisco aflat în ruină, în care podul San Francisco – Oakland Bay Bridge fusese închis și acaparat de cei fără adăpost – stare de lucruri descrisă mai apoi de Gibson în trilogia Bridge. Povestea a inspirat contribuția la expoziție a arhitecților Ming Fung și Craig Hodgetts, care și-au imaginat un San Francisco în care cei bogați trăiesc în turnuri cu înaltă tehnologie, alimentate solar, care privesc peste un oraș neîngrijit cu un pod în ruină. Expoziția arhitecților prezenta pe ecran o prezentare video a lui Gibson discutând despre viitor și citind din „Skinner's Room”. The New York Times a lăudat expoziția ca pe „unul dintre cele mai ambițioase și admirabile eforturi de a prezenta domeniul arhitectonic pe care muzeele din această țară le-au organizat în ultimii zece ani”, în ciuda faptului că s-a referit la interpretarea lui Ming și Hodgetts drept „puternică, dar tristă și ușor cinică”. O versiune ușor modificată a povestirii a fost publicată un an mai târziu în Omni.
O lucrare deosebit de bine primită a lui Gibson a fost Agrippa (o carte a morților) (1992), un poem semi-autobiografic electronic de 300 de rânduri, un proiect în colaborare cu artistul Dennis Ashbaugh și editorul Kevin Begos, Jr. Textul lui Gibson trata natura eterică a amintirilor (titlul se referă la un album de fotografii) și a fost publicat inițial pe o dischetă de 3 1/2 inch încastrată în coperta albumului de grafică a lui Ashbaugh (ale cărui imagini trebuiau să se degradeze după deschiderea albumului și expunerea lor la lumina solară — lucru care nu s-a întâmplat, totuși). Gibson a comentat că albumul lui Ashbaugh „a avut până la urmă o dischetă ce se auto-distrugea pe măsură ce afișa textul.” Contrar numeroaselor zvonuri, dischetele nu au fost niciodată „sparte” de hackeri; poemul a fost transcris manual  după o videocasetă filmată la o prezentare din Manhattan în decembrie 1992 și a fost lansat pe BBS-ul MindVox a doua zi; acesta este textul ce se află acum pe Internet.
Agrippa (o carte a morților) a fost tradus și în românește de Mihai Samoilă și publicat în septembrie 1995 în revista Alternativ SF din Iași, a cărei realizator era împreună cu Michael Haulică.

### Eseuri și non-fiction
Gibson a contribuit sporadic cu articole non-fiction la diverse jurnale. Articole de mai mare întindere a scris pentru revista Wired, The New York Times, The Observer, Addicted to Noise, New York Times Magazine, Rolling Stone și Details Magazine. Prima lui lucrare importantă de non-fiction a fost articolul „Disneyland sub amenințarea pedepsei cu moartea” care trata subiectul orașului-stat Singapore, din cauza căruia publicația Wired a fost interzisă în țară  și a atras un răspuns foarte critic. De asemenea, acest text a apărut în românește, în traducerea lui Mihai Samoilă, în revista Alternativ SF în septembrie 1995. Gibson a început să scrie un blog în ianuarie 2003, în care își expunea impresiile asupra romanului în lucru Pattern Recognition, dar s-a oprit în septembrie de teamă să aibă un efect negativ asupra procesului de creație. Gibson a reînceput să scrie în blog în octombrie 2004, în timp ce lucra la romanul Spook Country – și ceva mai puțin în timpul conceperii romanului Zero History – postând frecvent scurte fragmente din lucrări. Blog-ul a fost părăsit în iulie 2009, după ce scriitorul a început să scrie intens pe Twitter sub pseudonimul „GreatDismal”.

## Influența și recunoașterea

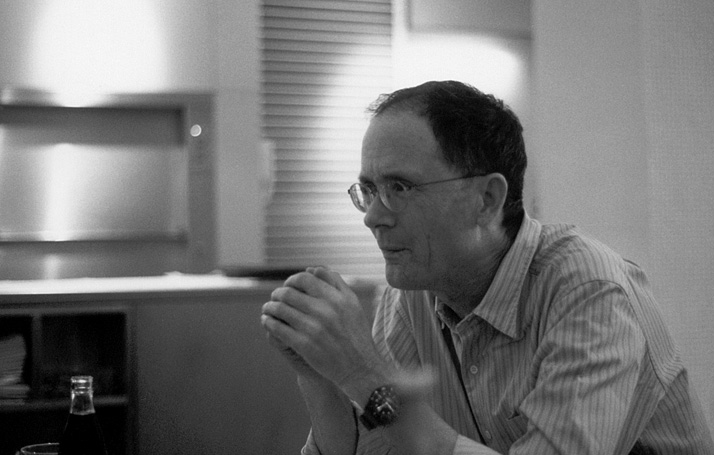
William Gibson în Bloomsbury, London, septembrie 2007. Ficțiunile sale sunt aclamate de critici pentru descrierea capitalismului târziu, a societății post-industriale și începuturile erei informaționale.

Lăudat de Steven Poole de la The Guardian în 1999 ca fiind „probabil cel mai important romancier al ultimilor 20 de ani” ca influență, Gibson a fost recunoscut de critică încă de la romanul lui de debut, Neuromantul. Romanul a câștigat trei premii majore de științifico-fantastic (Nebula, Philip K. Dick și Hugo), o realizare fără precedent descrisă de Mail & Guardian ca „versiunea SF a câștigării simultane a premiului Goncourt, Booker și Pulitzer”. Neuromantul a căpătat o atenție fără precedent din partea criticii și a publicului din afara mișcării științifico-fantastic, ca „o evocare a vieții de la sfârșitul  anilor '80”, deși The Observer nota că „a fost nevoie de 10 ani ca să fie remarcat de The New York Times.”
Opera lui Gibson a beneficiat și de atenție internațională  din partea unei audiențe care nu era limitată la SF, după cum spunea Laura Miller, „cititorii descopereau reflecții profetice uluitoare asupra vieții contemporane în scenariile sale fantastice și deseori de-a dreptul paranoide.” Criticii îi situează opera în contextul post-industrialismului; David Brande o numea „oglindă a relațiilor pe scară largă tehno-sociale de astăzi”, și o narațiune a versiunii postmoderne a culturii de consum. Este lăudată de critici pentru descrierea „capitalismului târziu” și pentru „reinterpretarea subiectivității, a conștiinței umane și a comportamentului puse recent în dilemă de către tehnologie.” Tatiani Rapatzikou, în The Literary Encyclopedia, îl numește pe Gibson drept „unul dintre cei mai aclamați scriitori nord-americani de științifico-fantastic”.

### Importanța culturală
„William Gibson – omul care ne-a făcut să devenim cool.”—Richard Morgan, autor cyberpunk
Povestirile lui Gibson de la începuturi sunt caracterizate de Rapatzikou în The Literary Encyclopedia drept un factor efectiv de „renovare” a științifico-fantastic-ului, un gen considerat la acea vreme „nesemnificativ”, influențând prin estetica sa postmodernă dezvoltarea de noi perspective în studiul științifico-fantastic. După cum spunea producătorul de film Marianne Trench, viziunile lui Gibson „au scos scântei din lumea reală” și „au schimbat felul în care oamenii gândesc și vorbesc” într-o manieră fără precedent în literatura științifico-fantastic. Apariția romanului Neuromantul în 1984 a atins un punct nevralgic al culturii, făcându-l pe Larry McCaffery să îi recunoască lui Gibson meritul de a fi lansat mișcarea cyberpunk, ca „scriitor de importanță unică, original și cu har, cea a făcut întreaga mișcare să pară a fi originală și cu har.”[VII] Pe lângă rolul crucial jucat în cyberpunk și steampunk, operele de ficțiune a lui Gibson au fost caracterizate de istoriograful Dwayne A. Day drept unele dintre cele mai bune exemple de SF spațial (sau „SF solar”) și „probabil singurele care se ridică deasupra simplei nevoi de escapadă și care te provoacă la meditație”.

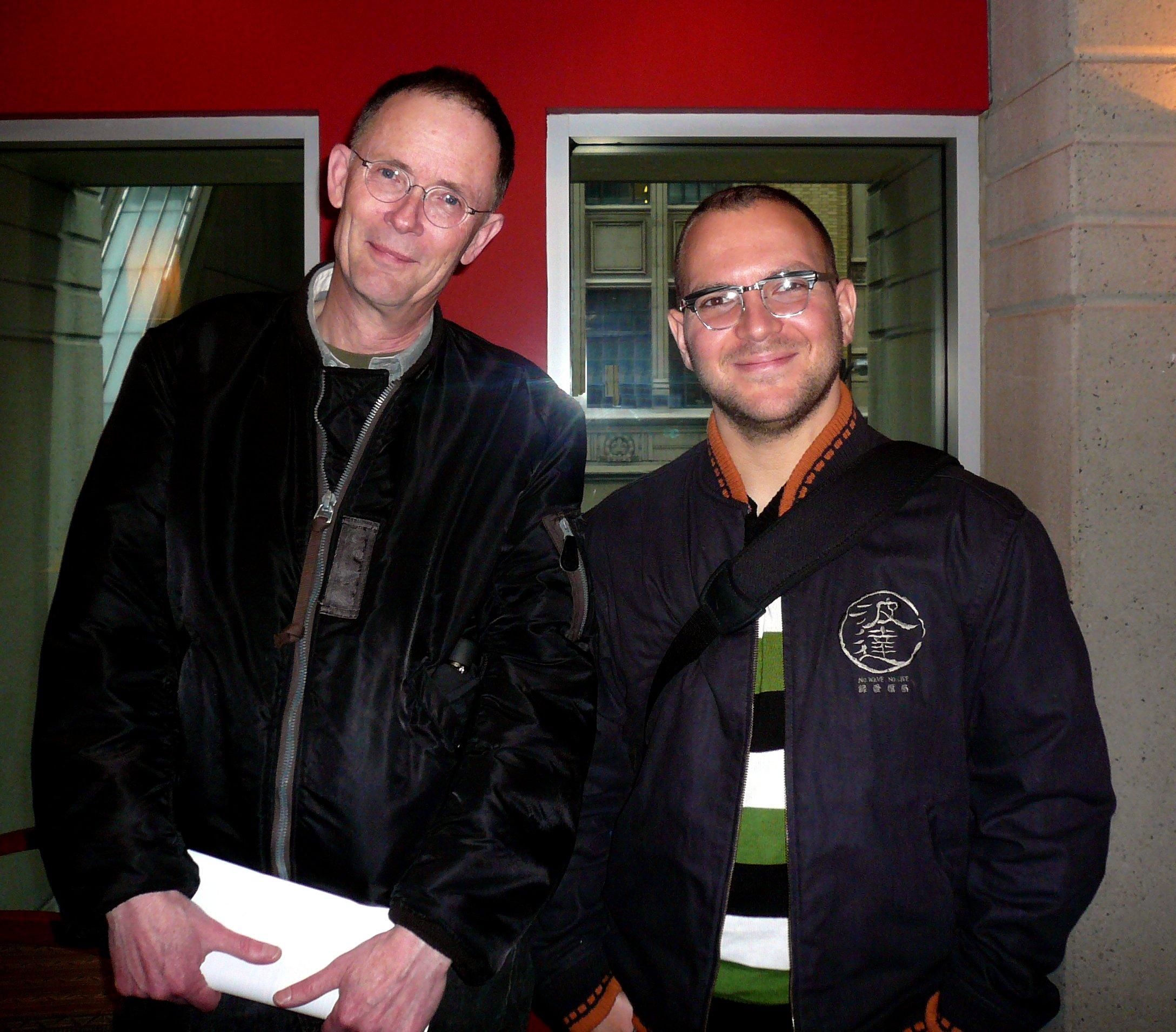
Gibson (stânga) a influențat scriitori de cyberpunk și postcyberpunk, printre care se află și Cory Doctorow (dreapta), pe care l-a consultat în probleme tehnice pentru scrierea romanului Spook Country.

Primele romane ale lui Gibson au fost, după The Observer, „preluate de generația slacker și hacker în devenire ca pe un fel hartă rutieră”. 
Prin romanele sale, termeni ca cyberspațiu, netsurfing, ICE, jacking in și implanturi neurale au intrat în vocabularul popular, ca și concepte de felul „conștiință de rețea”, „interacțiune virtuală” și „matrix”. În „Burning Chrome” (1982), el a inventat termenul cyberspațiu,[V] referindu-se la „halucinația în masă” a rețelelor computerizate. Prin folosirea lui în Neuromantul, termenul a câștigat atâta recunoaștere încât a devenit practic definiția World Wide Web în anii '90. Artistul Dike Blair comenta că descrierile lui Gibson „ilustrează atmosfera umană din jurul tehnologiei și nu ingineria ei.”
Opera lui Gibson a influențat câțiva muzicieni celebri: referințe la lucrările sale apar în muzica lui Stuart Hamm,[II] Billy Idol,[III] Warren Zevon,[IV] Deltron 3030, Straylight Run (al cărui nume derivă dintr-un pasaj din Neuromantul) and Sonic Youth. Albumul Zooropa al grupului U2 a fost profund influențat de Neuromantul, și formația avea de gând la un moment dat să ruleze textul romanului Neuromantul pe un ecran deasupra lor într-un turneu, deși asta nu s-a mai întâmplat. Grupul a furnizat însă muzica de fundal pentru versiunea audio a cărții Neuromantul și a apărut în documentarul biografic al lui Gibson. El i-a răsplătit scriind un articol despre turneul Vertigo în revista Wired, în numărul din august 2005. Grupul Zeromancer își trage numele din Neuromantul.
Filmul Matrix (1999) s-a inspirat pentru titlu, personaje și elemente de acțiune din trilogia Sprawl. Personajele Neo și Trinity din Matrix seamă cu Bobby Newmark (Contele Zero) și Molly Millions („Johnny Mnemonic”, Neuromantul). Ca și Turner, protagonist al romanului Contele Zero, personajele din Matrix downloadează instrucțiuni (ca să piloteze un elicopter  și să învețe kung fu) direct în creier, iar în Neuromantul ca și în Matrix se întâlnesc inteligențe artificiale care încearcă să se elibereze de sub controlul uman. Criticii au descoperit asemănări marcante între atmosfera din Neuromantul și cea a filmului. În ciuda reticenței lui de a viziona filmul la lansare, Gibson l-a descris mai târziu ca „artefactul suprem al cyberpunk-ului.” În 2008, el a primit diplome de onoare de la universitățile Simon Fraser și Coastal Carolina,
 și a fost inclus în științifico-fantastic Hall of Fame de prietenul și colaboratorul lui, Jack Womack.

### Influența vizionară și previziunile
„Viitorul este deja aici – doar că nu este distribuit în mod egal.”—William Gibson, citat în The Economist, 4 decembrie 2003
În Neuromantul, Gibson a folosit pentru prima dată termenul „matrix” pentru a se referi la experiența vizualizată a Internetului, cu doi ani înainte ca acesta să apară la începutul anilor '80 din rețeaua de calculatoare realizată în anii '70. Astfel, Gibson și-a imaginat o rețea de comunicații globală cu ani înainte de apariția World Wide Web, deși conceptul mai fusese imaginat și de alți scriitori de SF mai înainte.[VI][VII] La vremea când scria „Burning Chrome”, Gibson „a avut o bănuială că Internetul va schimba lucrurile, în aceeași măsură în care a făcut-o și automobilul.” În 1995, el a descris apariția, evoluția și dezvoltarea Internetului ca „una dintre cele mai fascinante și fără precedent realizări umane ale secolului”, un nou tip de civilizație care este – din punctul de vedere al importanței — la egalitate cu apariția orașelor, și în 2000 a prezis că va duce la dispariția statelor naționale.
Comentatorii recunosc că influența lui Gibson asupra dezvoltării rețelei Web depășește nivelul de previziune; el este recunoscut drept creatorul iconografiei erei informaționale, cu mult înainte ca Internetul să fi fost recunoscut de mainstream. Gibson a introdus, în Neuromantul,  noțiunea de „păpușă vie” și a inventat conceptul fenomenului de „sex virtual”. Influența sa asupra pionierilor artei digitale este recunoscută, și deține un doctorat onorific de la instituția Parsons The New School for Design. Steven Poole declară că, în trilogia Sprawl, Gibson „a pus bazele conceptuale ale creșterii explozive a mediilor virtuale din jocurile video și Web”. În postfața ediției din 2000 a romanului Neuromantul, Jack Womack sugerează că viziunea lui Gibson asupra cyberspațiului ar putea să fi inspirat direcția de dezvoltare a Internetului, după publicarea romanului în 1984, întrebând „ce-ar fi dacă actul de a scrie o idee ar avea ca rezultat, de fapt, materializarea ei?”

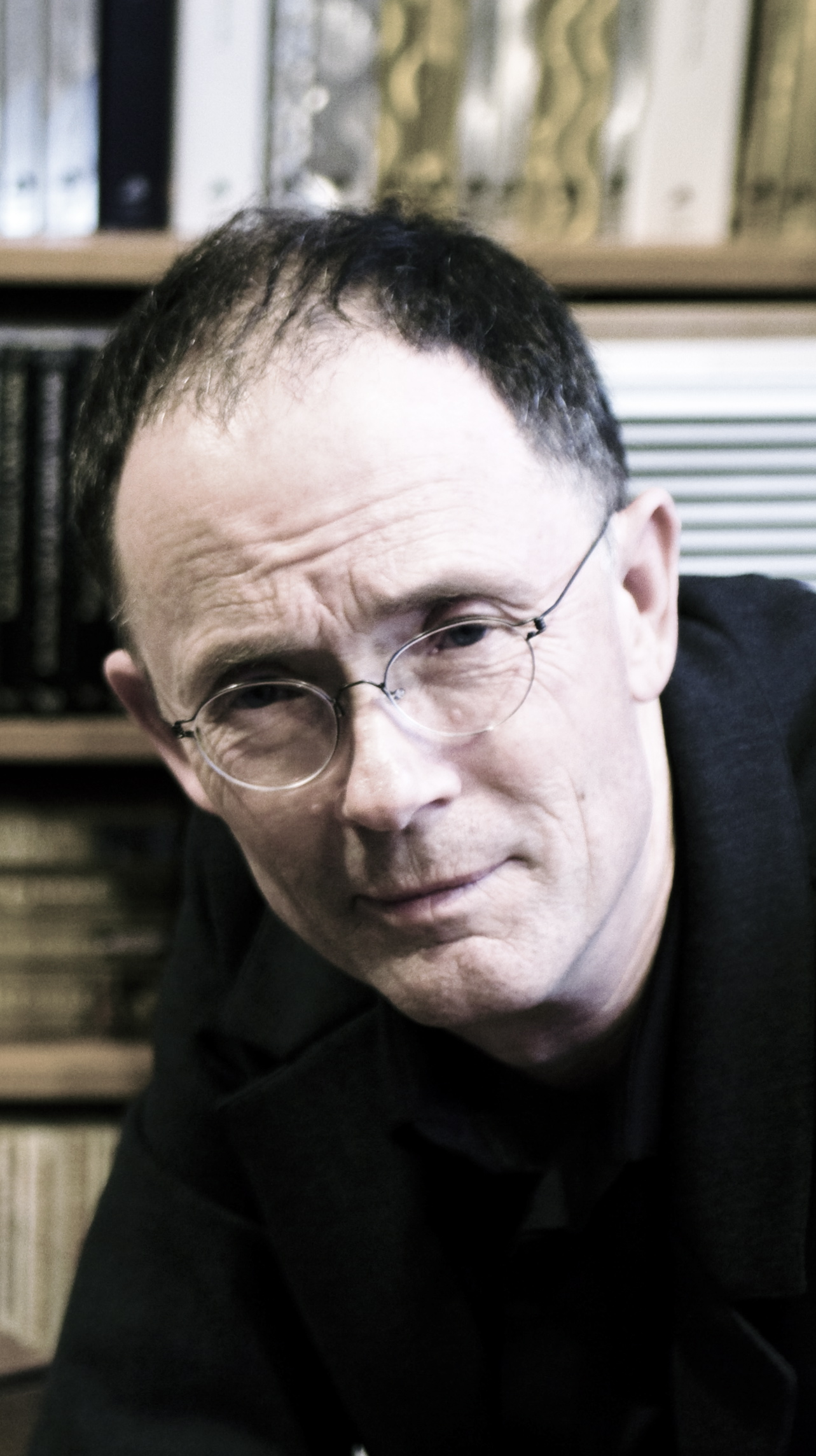
Gibson este renumit pentru influența vizionară asupra tehnologiei, sociologiei urbane și cyber-culturii. Imagine din librăria Scylla din Paris, 14 martie 2008.

Tatiani G. Rapatzikou, expert în literatura lui Gibson, comenta, în Motive gotice în ficțiunea lui William Gibson, asupra originii noțiunii de cyberspațiu: „Viziunea lui Gibson, generată de apariția graficii computerizate și prezentată în creația sa drept «matrix», i-a apărut privind niște adolescenți care se distrau într-o sală de jocuri video. Încordarea lor fizică și interpretarea realistică a imaginilor afișate pe monitor – de parcă ar fi existat cu adevărat un spațiu dincolo de ecran — era un exemplu evident al manipulării realității prin intermediul reprezentării ei simbolice.” 
În trilogiile Sprawl și Bridge, Gibson este unul dintre primii observatori ai fenomenului structurării socio-spațiale a orașelor în era informațională. Totuși, nu toate reacțiile la viziunea lui Gibson au fost pozitive; pionierul realității virtuale, Mark Pesce, deși recunoaște marea influență asupra lui și faptul că „nici un alt scriitor nu a oferit un model mai elocvent comunității hacker-ilor,” spune despre ideile lui Gibson că sunt „fantezii de adolescent despre violență și experiențe metafizice.” În Pattern Recognition, acțiunea se țese în jurul unor secvențe de film postate anonim în diverse locuri de pe Internet. Personajele fac speculații despre identitatea producătorului filmului, motivele și metodele sale, discutând pe mai multe website-uri, anticipând fenomenul Lonelygirl15 din 2006. Cu toate acestea, Gibson nu a recunoscut faptul că fenomenul Lonelygirl15 s-ar fi datorat influenței sale. Alt fenomen anticipat de Gibson este apariția programelor de reality-tv, de exemplu în Virtual Light, în care este prezentată o versiune satirică a programului de televiziune COPS.
„Scriitor vizionar e bine spus. Profet, însă, nu e adevărat. Când m-am întâlnit pentru prima oară cu Bruce Sterling, în 1991, ne-am strâns mâinile și el a spus «Avem o slujbă grozavă ! Suntem șarlatani și suntem plătiți pentru asta. Noi inventăm prostii și ei le cred.”— Gibson în interviul ActuSf, martie 2008
Gibson a respins toate acuzațiile de profeție, pentru că nu a avut niciodată un sentiment special față de calculatoare; până în 1996, nu a avut nici adresă email și nici modem, lucru pe care îl explică prin dorința lui de a evita corespondența și comunicarea, pentru a nu fi tulburat de la scris. Primul lui contact cu un website s-a petrecut pe când scria Idoru, convins fiind de un creator de pagini web, Chris Halcrow, să-i permită să-i construiască unul. O anecdotă deseori spusă în enclavele cyber-culturale și mediile academice povestește că Neuromantul a fost compus pe o mașină de scris; autorul a confirmat faptul că romanul a fost dactilografiat pe o mașină de scris portabilă, marca Hermes, model 1927, de culoare măslinie, care i se părea „tipul de instrument pe care l-ar fi folosit Ernest Hemingway în călătorii”.[VIII] În 2007, el a declarat: „Am un PowerBook G4 din 2005, cu memorie de 1 GB și router wireless. Asta e. Nu sunt dintre aceia care dețin aparatură de avangardă. De fapt, niciodată nu am fost foarte interesat de calculatoare. Nu mă uit la ele; mă uit la felul în care se comportă oamenii în preajma lor. Acest lucru a devenit mai dificil astăzi, pentru că totul se află acum în preajma lor”.